# Трудолюбовка (Рязанская область)
Трудолю́бовка — деревня в Сасовском районе Рязанской области России.
Административный центр Трудолюбовского сельского поселения.

## Географическое положение
Трудолюбовка находится в центральной части Сасовского района, в 19 км к востоку от райцентра.
Ближайшие населённые пункты:
- деревня Смирновка в 7 км к северу по щебневой и грунтовой дороге;
- деревня Новые Выселки в 2 км к северо-востоку по грунтовой дороге;
- деревня Красный Яр в 1 км к востоку по грунтовой лесной дороге;
- деревня Кузьминка в 2,5 км к юго-востоку по грунтовой лесной дороге;
- деревня Таировка в 4,5 км к юго-западу по щебневой дороге;
- деревня Мурзинки в 7 км к западу по асфальтированной дороге;
- деревня Доринки в 6 км к западу по асфальтированной дороге.

## История
В 1893 г. Трудолюбовка входила в Вялсинскую волость Елатомского уезда Тамбовской губернии.
До 2004 г. входила в Поляки-Майдановский сельский округ, являясь его административным центром.
После его упразднения и объединения с Верхне-Никольским сельским округом было образовано Трудолюбовское сельское поселение. Управленческая функция была сохранена за Трудолюбовкой.

## Население
| 1914 | 1984 | 1989 | 2002 | 2010 |
| ---- | ---- | ---- | ---- | ---- |
| 487  | ↘140 | ↗214 | ↘205 | ↘167 |

## Природа
Климат
Климат умеренно континентальный с умеренно жарким летом (средняя температура июля +19 °С) и относительно холодной зимой (средняя температура января −11 °С). Осадков выпадает около 600 мм в год.
Рельеф
Рельеф плоский. Высота над уровнем моря 129—133 м.
Гидрография
В пределах деревни нет каких-либо водотоков. Река Лея протекает в 2 км к северо-востоку, однако никакого влияния на данный населённый пункт не оказывает. Из-за выровненности рельефа местами встречаются небольшие участки заболоченных земель.
Почвы
Почвы серые лесные. Пашня полностью отсутствует.
Растительность
Окрестности сильно залесены, особенно молодыми лесами на залежных землях (берёза, осина).

## Хозяйство
В советское время работала МТФ.

## Инфраструктура
Дорожная сеть
По северной оконечности проходит автодорога Сасово — Кустарёвка. От неё отходит ответвление до деревни Таировки, проходя непосредственно через Трудолюбовку.
Улицы
В деревне две улицы: Молодёжная, Центральная.
Транспорт
Связь с райцентром осуществляется пригородным маршрутом № 113 Сасово — Верхне-Никольское. Автобусы курсируют раз в неделю.
Связь
Электроэнергию деревня получает по тупиковой ЛЭП 10 кВ, от подстанции 35/10 кВ «Нива».